# Satovtja (kommun)
Obsjtina Satovtja (på bulgariska: община Сатовча) är en kommun i Blagoevgrad region i Bulgarien. Centralort är Satovtja.

## Geografi
Kommunen ligger i Rodopibergen. Det finns 14 byar i kommunen med total befolkning 18 996 (15.09.2008) personer. Kommunens yta är 334 km².
Orter i Satovtsja kommun:
| - Bogolin - Dolen - Fărgovo - Godesjevo - Kotjan - Kribul - Osina | - Pletena - Satovtja - Slasjten - Tuchovisjta - Vaklinovo - Vălkosel - Zjizjevo |